# Topologia de operador fraca
Em análise funcional, a topologia de operador fraco, frequentemente abreviada WOT na literatura em língua inglesa (de weak operator topology), é a mais fraca topologia sobre o conjunto de operadores limitados sobre um espaço de Hilbert H tal que o funcional enviando um operador T ao número complexo <Tx, y> é contínuo para quaisquer vetores x e y no espaço de Hilbert.
Equivalentemente, uma sequência generalizada Ti ⊂ B(H) de operadores limitados converge a T ∈ B(H) em WOT se para todos y* em H* e x em H, a sequência generalizada y*(Tix) converge a y*(Tx).